# Pietro Guerra
Pietro Guerra (ur. 28 czerwca 1943 w San Pietro di Morubio) – włoski kolarz szosowy i torowy, srebrny medalista olimpijski.

## Kariera
Pierwsze sukcesy w karierze Pietro Guerra osiągnął w 1964 roku, kiedy zdobył dwa medale na międzynarodowych imprezach. Najpierw wspólnie z Luciano Dalla Boną, Severino Andreolim i Ferruccio Manzą zdobył złoty medal w drużynowej jeździe na czas podczas szosowych mistrzostw świata w Sallanches. W tym samym roku i tym samym składzie drużyna włoska zdobyła w również srebrny medal na igrzyskach olimpijskich w Tokio, ulegając jedynie ekipie Holandii. Na rozgrywanych rok później mistrzostwach świata w Lasarte-Orii razem z Luciano Dalla Boną, Mino Dentim i Giuseppe Soldim zdobył kolejny złoty medal w tej konkurencji. Ostatni medal zdobył na mistrzostwach w Nürburgu, gdzie wraz z Attilio Benfatto, Luciano Dalla Boną Mino Dentim zajął trzecie miejsce w drużynowej jeździe na czas. Poza igrzyskami Guerra zwyciężył między innymi w Coppa Bernocchi w 1970 roku i Tour de Romagne w 1972 roku. Ponadto w 1971 roku zwyciężył w jednym z etapów Tour de France, jednak w klasyfikacji generalnej zajął dopiero 68. miejsce. W 1971 roku wygrał także szósty etap Vuelta a España, ale rywalizację zakończył na 46. pozycji. Na arenie krajowej zdobył również dwa złote medale torowych mistrzostw Włoch w indywidualnym wyścigu na dochodzenie w latach 1971 i 1972. Nigdy nie zdobył medalu na torowych mistrzostwach świata.